# Юра (Місяць)

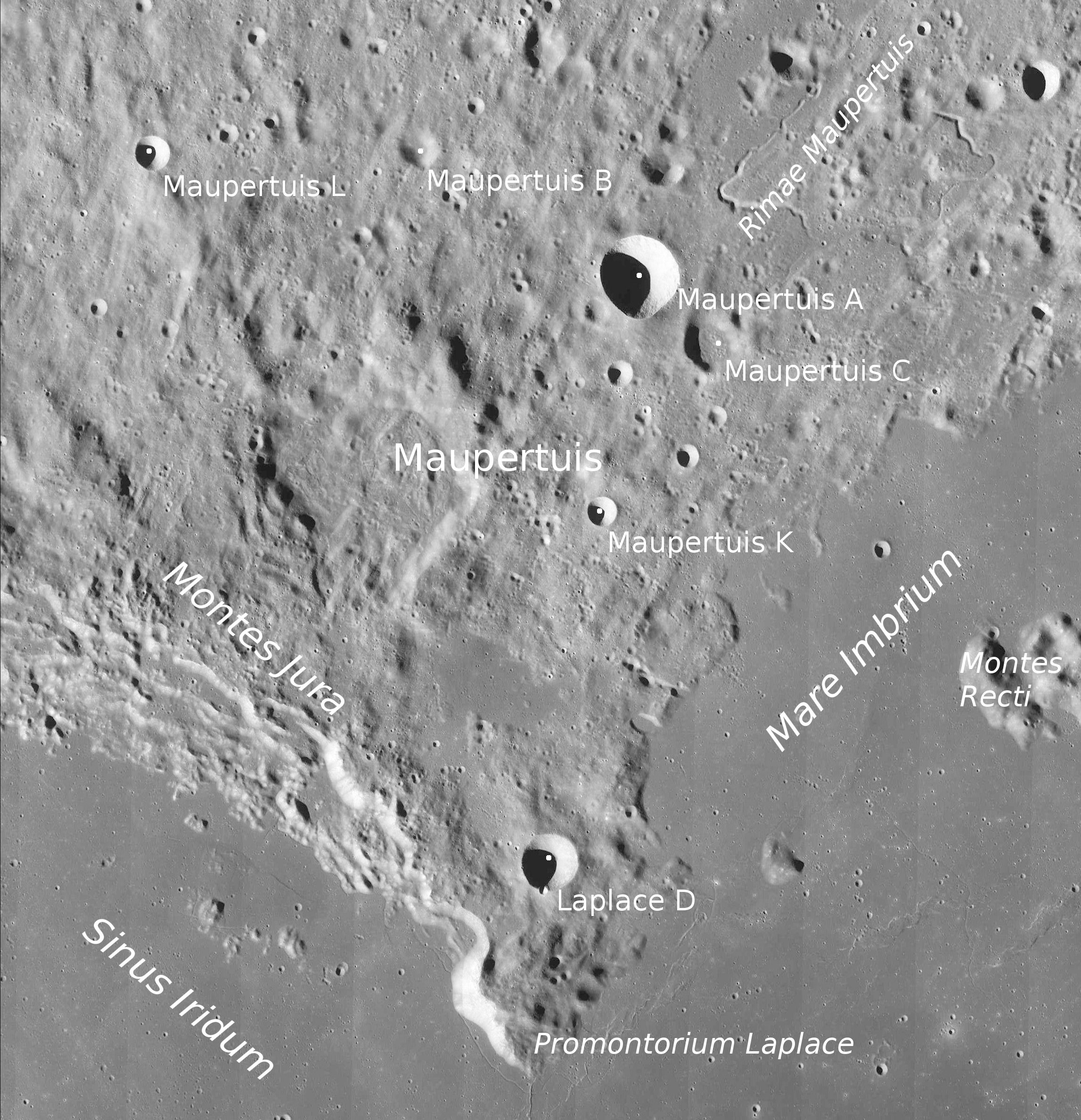
Знімок зонда Lunar Reconnaissance Orbiter.

 Гори Юра  (лат. Montes Jura) — гори на видимому боці Місяця, які оточує Затока Райдуги в північно-західній частині Моря Дощів. Діаметр гірської структури становить близько 420 км, максимальна висота гір над навколишньою місцевістю — близько 4700 м (у північно-західній частині). Південно-західний край гір носить назву мис Геракліда (лат. Promontorium Heraclides), північно-східний край — мис Лапласа (Promontorium Laplace). У північно-західній частині гір знаходиться кратер Б'янкіні.. Гори розташовані в районі, обмеженому селенографічними координатами 41,06° — 48,68 ° с. ш., 27,64° — 37,77° з.д.
Колись гори Юра представляли собою зовнішній вал кратера діаметром близько 260 км. Південно-східна частина валу кратера була зруйнована і разом з самим кратером заповнена базальтової лавою з Моря Дощів. Так утворилась Затока Райдуги.
Відповідно до традиції іменування місячних гір за назвою земних, використана назва гір Юра — гірського масиву у Швейцарії і Франції.